# Боровая (приток Северского Донца)
Борова́я (укр. Борова) — река в Луганской области Украины, левый приток Северского Донца. Длина реки — 86 км, ширина — 10—20 м, глубина — 1—3 м, площадь водосборного бассейна — 1960 км². Расход воды 2,97 м³/с. Уклон 1 м/км. Долина асимметрична, шириной до 3 км в низовьях 2 км. Русло извилистое, шириной 2—6,5 м. Есть старицы. Используется на орошение, хозяйственно-бытовое водоснабжение, рекреация.
Берёт начало около с. Круглое. Протекает по территории Сватовского, Старобельского, Кременского и Попаснянского районов Луганской области. Сооружены небольшие водохранилища, много прудов. На берегах реки многочисленные базы отдыха.

## Бассейн
Притоки: Ерик, Сухой Яр, Конопляный Яр, Филева Плотва, Плотва, Боровик, Гнилая Плотва, Баглай.

## Основные данные
Берёт начало возле села Шевкуновка Белокуракинского района подземное русло. Протекает через территории Кругловского, Рудовского и Мостковского сельсоветов Сватовского района, Кременской район и впадает в реку Северский Донец севернее г. Северодонецка. Питание реки преимущественно снеговое. Половодье с февраля по апрель.
В дореволюционный период по берегам реки росли большие лиственные и смешанные леса (боры), что и послужило причиной названия реки Боровая.
Вот какое описание реки Боровой находится в книге «Природа и население Слободской Украины». Харьковская губерния. Харьков. 1918 г.
Боровая — левый приток Донца, протекает по Старобельскому уезду, начинается выше хутора Круглого и впадает в Донец у с. Рубежной.
Длина Боровой — 76 вёрст. Правый берег высокий, изрезанный действующими оврагами, которые у с. Мостки заливают наносами русло настолько, что течение реки прерывается и прилегающие луга заболачиваются.
У с. Ново-Боровой река имеет ширину до 6 сажень. У с. Троицкое — до 10 саж. За с. Боровенькой долина реки делается равнинной, покрыта песчаными наносами, заросшие старым сосновым лесом.
У хут. Воеводовки ширина Боровой доходит до 15 сажень. При впадении в Донец образуется заметная мель.
Боровая имеет много притоков, из которых главные — Боровик, впадает справа у деревни Булгаковки, в нижнем течении — Ерик (22 версты), впадает слева.
Геологическая система бассейна реки Боровой:
От верховьев яра Бабачьего в окрестностях слободы Рудевой до устья по левому склону чередуются зеленоватая глина, среди которой на 1/2 метра от поверхности залегают гнезда листового гипса, покрытого с поверхности красноватой глиной. Зеленоватый песок — 2 метра. Плотный песчаник (разрабатывается местными жителями). Мел (у устья оврага) 8 метров.

## Течение
Течение реки спокойное, имеются пороги.

## Питание
Питание реки преимущественно снеговое. Половодье с февраля по апрель.

## Населённые пункты
На Боровой расположены такие города как Северодонецк, пгт Боровеньки, Новая Астрахань, Мостки.